# Chowlahalli, Madhugiri
Chowlahalli là một làng thuộc tehsil Madhugiri, huyện Tumkur, bang Karnataka, Ấn Độ.